# Immigration japonaise à Hawaï

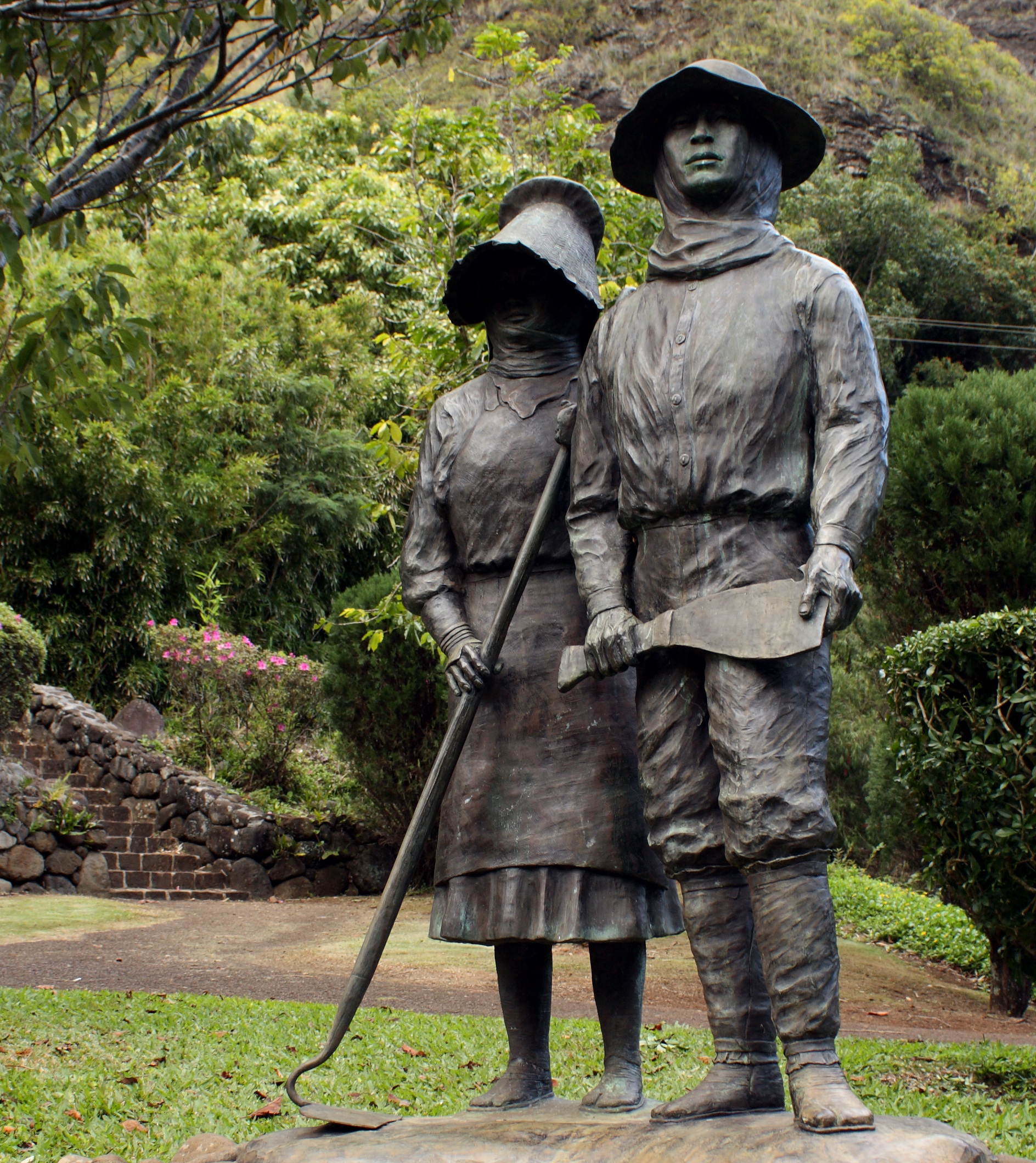
Statue en bronze de travailleurs japonais de canne à sucre érigée en 1985 à l'occasion du centenaire de la première immigration japonaise à Hawaï en 1885.

L'immigration japonaise à Hawaï  commence officiellement en 1885 après la levée d'une interdiction du Japon. Les 153 premiers immigrants japonais arrivent à Hawaï le 8 février 1885 en tant que travailleurs contractuels pour les plantations de canne à sucre et d'ananas.
À leur apogée en 1920, ils constituaient 43 % de la population d'Hawaï. Ils représentent désormais environ 16,7% de la population des îles, selon le recensement américain de 2000 (le recensement américain catégorise les individus métis séparément, de sorte que la proportion de personnes ayant une ascendance japonaise est probablement beaucoup plus importante).
Les Japonais immigrés à Hawaï sont nommés localement Kepanī (ケパニ). Ils représentent le deuxième plus grand groupe ethnique d'Hawaï.